# Marisa Barros
Marisa Barros (* 25. Februar 1980 in Paços de Ferreira, Portugal, nach anderen Angaben in Porto als Elsa Marisa Branco Barros Rodrigues) ist eine portugiesische Marathonläuferin und zweifache Olympionikin (2008, 2012).

## Werdegang

### Olympische Sommerspiele 2008
2007 gewann sie den Porto-Marathon in 2:31:31 h. Daraufhin wurde sie für den Marathon der Olympischen Spiele 2008 in Peking nominiert, bei dem sie den 32. Platz belegte.
2009 stellte sie beim Sevilla-Marathon mit 2:26:03 h einen Streckenrekord auf. Zuvor waren nur zwei Portugiesinnen schneller gewesen: Rosa Mota und Maria Manuela Machado. Bei den Leichtathletik-Weltmeisterschaften in Berlin wurde sie Sechste in 2:26:50 h.
2010 wurde sie in 2:25:45 h mit persönlicher Marathon-Bestzeit Zweite beim Osaka Women’s Marathon.
Mit dem Team holte sie im Dezember 2010 die Goldmedaille für Portugal bei den Crosslauf-Europameisterschaften.

### Olympische Sommerspiele 2012
Die 1,60 Meter große Barros brachte 2012 ein Wettkampfgewicht von 50 kg auf die Waage. Die von Antonio Ascensao trainierte und für den Klub Sport Lisboa e Benfica startende Sportlerin stand auch im Aufgebot der portugiesischen Mannschaft für die Olympischen Sommerspiele 2012. In London legte sie die olympische Marathonstrecke in 2:26:13 Stunden zurück. Damit rangierte sie an der 13. Stelle des Endklassements.
2014 belegte sie den 20. Rang bei den Leichtathletik-Europameisterschaften in Zürich.
Im Juli 2016 holte die 36-Jährige im Halbmarathon der Frauen bei den Leichtathletik-Europameisterschaften für Portugal die Goldmedaille in der Teamwertung.

## Sportliche Erfolge
| Datum/Jahr    | Rang | Wettbewerb                                | Austragungsort | Zeit    | Bemerkung                                       |
| ------------- | ---- | ----------------------------------------- | -------------- | ------- | ----------------------------------------------- |
| 10. Juli 2016 | 1    | Leichtathletik-Europameisterschaften 2016 | Amsterdam      | 1:15:53 | Halbmarathon, Teamwertung                       |
| 16. Aug. 2014 | 20   | Leichtathletik-Europameisterschaften 2014 | Zürich         | 2:34:35 |                                                 |
| 5. Aug. 2012  | 13   | Olympische Sommerspiele 2012              | London         | 2:26:13 |                                                 |
| 20. Nov. 2011 | 3    | Yokohama-Marathon                         | Yokohama       | 2:25:04 | mit persönlicher Bestzeit                       |
| 31. Jan. 2010 | 2    | Osaka Women’s Marathon                    | Osaka          | 2:25:45 | 31 Sekunden hinter der Äthiopierin Amane Gobena |
| 23. Aug. 2009 | 6    | Leichtathletik-Weltmeisterschaften 2009   | Berlin         | 2:26:50 |                                                 |
| 17. Aug. 2008 | 32   | Olympische Sommerspiele 2008              | Peking         | 2:34:08 |                                                 |
| 21. Okt. 2007 | 1    | Porto-Marathon                            | Porto          | 2:31:31 |                                                 |

| Datum/Jahr    | Rang | Wettbewerb                           | Austragungsort | Zeit  | Bemerkung                        |
| ------------- | ---- | ------------------------------------ | -------------- | ----- | -------------------------------- |
| 12. Dez. 2010 | 1    | Crosslauf-Europameisterschaften 2010 | Albufeira      | 27:06 | Sechste in der Einzelplatzierung |